# Otto August Rosenberger
Otto August Rosenberger (10 de agosto de 1800 - 23 de enero de 1890) fue un astrónomo báltico alemán, especializado en el cálculo de órbitas cometarias.

## Semblanza
Rosenberg nació en 1800 en Tukums (Curlandia), que por entonces formaba parte del Imperio ruso. Era hijo de un médico que emigró a la ciudad de Königsberg, donde se asentó la familia. Se graduó en matemáticas en la Universidad de Königsberg en 1825. Fue discípulo de Bessel (1784-1846), director por entonces del Observatorio de Königsberg, que reconoció rápidamente el talento del joven Rosenberg, que pasó a trabajar en la institución. En 1823 publicó en los Astronomische Nachrichten su primer artículo, dedicado a la órbita del Cometa de 1821.
En 1826 obtuvo un puesto en el Observatorio de Halle, tras haberse doctorado en Königsberg. Cinco años después, pasó a dirigir el observatorio y obtuvo un puesto de profesor ordinario en la Universidad de Halle. Su primer logro fue renovar por completo el obsoleto instrumental del observatorio astronómico, que había sido fundado meramente con fines educativos. Consiguió disponer de un telescopio Fraunhofer de 6 pies de distancia focal, y de material moderno. Curiosamente, durante sus casi 60 años de docente en Halle formó numerosos discípulos destacados en matemáticas, pero ni uno solo en astronomía, quizá porque primó los aspectos científicos del observatorio frente a los educativos.
También fue muy conocido por sus precisos cálculos de la órbita del cometa Halley para predecir su trayectoria en su reaparición prevista para 1835. Se estableció una especie de desafío por calcular el perihelio del cometa entre cuatro notables matemáticos: dos franceses (Marie-Charles Damoiseau y Pontécoulant) y dos alemanes (Jacob Lehmann y el propio Rosenberger). Aunque la predicción más precisa fue finalmente la de Pontécoulant, este pudo aprovecharse de datos más recientes de la órbita del cometa de los que Rosenberger no disponía. El cometa alcanzó su perihelio el día 16 de noviembre de 1835, tan solo cuatro días después de la fecha prevista por Rosenberger. El astrónomo británico George Airy pronunció un discurso sobre este hito matemático cuando Rosenberger fue galardonado con la Medalla de oro de la Real Sociedad Astronómica en 1837.
A partir de 1836 no volvió a publicar ningún otro artículo científico. El 13 de mayo de 1886 fue condecorado por el emperador con la Orden del Águila Roja en reconocimiento a sus sesenta años como docente. Permaneció soltero toda su vida. Murió en Halle (Sajonia) en 1890, con casi 90 años de edad.

## Eponimia
- El cráter lunar Rosenberger lleva este nombre en su memoria.[2]